# Kappa Cephei
Kappa Cephei (1 Cephei) é uma estrela tripla na direção da constelação de Cepheus. Possui uma ascensão reta de 20h 08m 53.32s e uma declinação de +77° 42′ 40.9″. Sua magnitude aparente é igual a 4.38. Considerando sua distância de 327 anos-luz em relação à Terra, sua magnitude absoluta é igual a −0.63. Pertence à classe espectral B9III.